# Regije Združenih držav Amerike
Obstaja več shem regionalne delitve Združenih držav Amerike, ki se uporabljajo v politiki in upravi na zvezni ravni in so uradno definirane, vendar ne predstavljajo formalne upravne delitve države.

## Statistične regije
Ameriški urad za statistiko (United States Census Bureau) opredeljuje štiri statistične regije, ki se nadalje delijo v skupno devet divizij, za namene zbiranja in analize statističnih podatkov. Ta sistem je najbolj razširjena shema regionalizacije ZDA.
- Regija 1: Severovzhod
  - Divizija 1: Nova Anglija (Connecticut, Maine, Massachusetts, New Hampshire, Rhode Island in Vermont)
  - Divizija 2: Srednji Atlantik (New Jersey, New York in Pensilvanija)
- Regija 2: Srednji vzhod (do junija 1984 pod imenom Severna osrednja regija)[5]
  - Divizija 3: Vzhodne severne osrednje države (Illinois, Indiana, Michigan, Ohio in Wisconsin)
  - Divizija 4: Zahodne severne osrednje države (Iowa, Južna Dakota, Kansas, Minnesota, Misuri, Nebraska in Severna Dakota)
- Regija 3: Jug
  - Divizija 5: Južni Atlantik (Delaware, Florida, Georgia, Južna Karolina, Maryland, Severna Karolina, Virginija, Washington, D.C. in Zahodna Virginija)
  - Divizija 6: Vzhodne južne osrednje države (Alabama, Kentucky, Misisipi in Tennessee)
  - Divizija 7: Zahodne južne osrednje države (Arkansas, Louisiana, Oklahoma in Teksas)
- Regija 4: Zahod
  - Divizija 8: Gorske države (Arizona, Idaho, Kolorado, Montana, Nevada, Nova Mehika, Utah in Wyoming)
  - Divizija 9: Pacifik (Aljaska, Havaji, Kalifornija, Oregon in Washington)

Portoriko in druga ameriška čezmorska ozemlja niso del nobene statistične regije.

## Časovni pasovi
- UTC−12:00 (Bakerjev otok, Howlandov otok)
- ameriškosamojski časovni pas (Ameriška Samoa, Jarvis Island, Kingmanov greben, Midwayski atol, Palmira)
- havajsko-aleutski časovni pas (Havaji, Aleuti, Johnstonov atol)
- aljaški časovni pas (Aljaska razen Aleutov)
- pacifiški časovni pas
- arizonski časovni pas (razen ozemlja Navajo Nation)[7]
- gorski časovni pas (razen večine ozemlja Arizone)
- osrednji časovni pas
- vzhodni časovni pas
- atlantski časovni pas (Portoriko, Deviški otoki Združenih držav)
- časovni pas Chamorro (Gvam, Severni Marijanski otoki)
- časovni pas otoka Wake (Wake)

## Regije Urada za ekonomske analize
Ameriški Urad za ekonomske analize uporablja svojo regionalizacijo za uradno analizo in primerjave podatkov o gospodarstvu.
- Nova Anglija: Connecticut, Maine, Massachusetts, New Hampshire, Rhode Island in Vermont
- Srednji vzhod: Delaware, Maryland, New Jersey, New York, Pensilvanija in Zvezno okrožje Kolumbija
- Velika jezera: Illinois, Indiana, Michigan, Ohio in Wisconsin
- Ravnice: Iowa, Južna Dakota, Kansas, Minnesota, Missouri, Nebraska in Severna Dakota
- Jugovzhod: Alabama, Arkansas, Florida, Georgia, Južna Karolina, Kentucky, Louisiana, Misisipi, Severna Karolina, Tennessee, Virginija in Zahodna Virginija
- Jugozahod: Arizona, Nova Mehika, Oklahoma in Teksas
- Skalno gorovje: Idaho, Kolorado, Montana, Utah in Wyoming
- Daljni zahod: Aljaska, Havaji, Kalifornija, Nevada, Oregon in Washington

## Neuradne regije
Nekatere druge zgodovinske in kulturne regije, ki obsegajo več zveznih držav:
- Ameriški Jug
- Cascadia (Pacifiški severozahod)
- Mejne države
- Nova Anglija
- Regija Velikih jezer
- Spodnjih 48
- Vzhodna obala
- Zahodna obala